# Mięsień pochyły najmniejszy
Mięsień pochyły najmniejszy (łac. musculus scalenus minimus) – w anatomii człowieka parzysty mięsień zaliczany do grupy głębokich mięśni szyi.  Występuje niestale (ok. 60%). Rozpoczyna się od wyrostków poprzecznych szóstego lub szóstego i siódmego kręgu szyjnego. Biegnie do powierzchni bocznej pierwszego żebra oraz osklepka opłucnej. Unerwiony jest przez gałązki splotu ramiennego (C8).